# 1997 год в истории железнодорожного транспорта
1997 год в истории железнодорожного транспорта

## События
- 3 марта — в Пакистане в провинции Пенджаб произошла железнодорожная катастрофа. Погибли 128 человек[1].
- 29 апреля — в Китае в провинция Хунань произошло столкновение двух пассажирских поездов. Погибли 100 человек, порядка 300 получили травмы[1].
- 19 сентября — в Великобритании скоростной экспресс Суонси — Лондон врезался в пустой товарный состав возле Саутхолла. 7 человек погибли[2][1].
- Началось списание электропоездов Shinkansen 200.
- В России началось массовое закрытие малодеятельных и ведомственных железнодорожных линий.

## Новый подвижной состав
- Демиховский машиностроительный завод начал выпуск электропоездов серии ЭД4.
- Начато производство электропоездов серии 500, серии E3 и серии E4 сети Синкансэн.
- В Норвегии на заводах компании ABB Daimler Benz Transportation начался выпуск электропоездов серии NSB El 73.